# Kyrie Irving
Kyrie Andrew Irving (Melbourne, 23 maart 1992) is een in Australië geboren Amerikaans basketballer die speelt als pointguard. Hij komt uit voor de Dallas Mavericks.

## Professionele carrière
Nadat hij collegebasketbal had gespeeld voor de Duke deed Irving in 2011 mee in de NBA Draft. Op 24 juni werd hij hierin als eerste gekozen, door de Cleveland Cavaliers. In zijn eerste seizoen in de NBA werd Irving NBA Rookie of the Year. In het daaropvolgende seizoen werd hij voor het eerst gekozen in het NBA All-Star team. Hij werd op 16 februari 2014 vervolgens verkozen tot Most Valuable Player van de NBA All-Star Game van dat jaar.
Nadat LeBron James in juli 2014 terugkeerde bij Cleveland en ook Kevin Love werd gecontracteerd, bereikte Irving in het seizoen 2014/15 voor het eerst in zijn carrière de NBA-finale met de Cavaliers. Daarin verloor hij met zijn ploeg met 4-2 van Golden State Warriors. Hij maakte zelf alleen wedstrijd 1 mee. Hierin viel hij in de verlenging uit met wat later een gebroken knieschijf bleek.
Irving maakte ruim zes maanden na het oplopen van zijn knieblessure zijn rentree en haalde ook in 2015/16 de NBA-finale met Cleveland. Golden State Warriors was opnieuw de tegenstander. Cleveland kwam met 1-3 achter in de serie, maar kwam gelijk met overwinningen in wedstrijd vijf en zes. Irving en James werden in de vijfde partij de eerste ploeggenoten ooit die in één wedstrijd van de NBA-finale allebei meer dan veertig punten maakten (allebei 41). Irving won met Cleveland vervolgens ook wedstrijd zeven, waarmee de Cavaliers voor het eerst in de clubgeschiedenis NBA-kampioen werden.
Hij verruilde Cleveland Cavaliers in augustus 2017 voor Boston Celtics. Dat ruilde Isaiah Thomas, Jae Crowder, Ante Ziziç en de 2018 Brooklyn Nets draft pick voor hem. In 2023 tekende hij een contract bij de Dallas Mavericks

## Erelijst
- NBA-kampioen: 2016
- NBA All-Star: 2013, 2014, 2015, 2017, 2018, 2019, 2021, 2023
- NBA All-Star Game MVP: 2014
- All-NBA Second Team: 2019
- All-NBA Third Team: 2015, 2021
- 50–40–90 club: 2021
- NBA Rookie of the Year: 2012
- NBA All-Rookie First Team: 2012
- NBA Three-Point Contest: 2013
- Olympische Spelen: 2016
- Wereldkampioenschap: 2014

## Statistieken

### Regulier seizoen
| Seizoen  | Team                | WG  | WS  | MPW  | 2P%  | 3P%  | FW%  | RPW | APW | SPW | BPW | PPW  |
| -------- | ------------------- | --- | --- | ---- | ---- | ---- | ---- | --- | --- | --- | --- | ---- |
| 2011/12  | Cleveland Cavaliers | 51  | 51  | 30,5 | 46,9 | 39,9 | 87,2 | 3,7 | 5,4 | 1,1 | 0,4 | 18,5 |
| 2012/13  | Cleveland Cavaliers | 59  | 59  | 34,7 | 45,2 | 39,1 | 85,5 | 3,7 | 5,9 | 1,5 | 0,4 | 22,5 |
| 2013/14  | Cleveland Cavaliers | 71  | 71  | 35,2 | 43,0 | 35,8 | 86,1 | 3,6 | 6,1 | 1,5 | 0,3 | 20,8 |
| 2014/15  | Cleveland Cavaliers | 75  | 75  | 36,4 | 46,8 | 41,5 | 86,3 | 3,2 | 5,2 | 1,5 | 0,3 | 21,7 |
| 2015/16  | Cleveland Cavaliers | 53  | 53  | 31,5 | 44,8 | 32,1 | 88,5 | 3,0 | 4,7 | 1,1 | 0,3 | 19,6 |
| 2016/17  | Cleveland Cavaliers | 72  | 72  | 35,1 | 47,3 | 40,1 | 90,5 | 3,2 | 5,8 | 1,2 | 0,3 | 25,2 |
| 2017/18  | Boston Celtics      | 60  | 60  | 32,2 | 49,1 | 40,8 | 88,9 | 3,8 | 5,1 | 1,1 | 0,3 | 24,4 |
| 2018/19  | Boston Celtics      | 67  | 67  | 33,0 | 48,7 | 40,1 | 87,3 | 5,0 | 6,9 | 1,5 | 0,5 | 23,8 |
| 2019/20  | Brooklyn Nets       | 20  | 20  | 32,9 | 47,8 | 39,4 | 92,2 | 5,2 | 6,4 | 1,4 | 0,5 | 27,4 |
| 2020/21  | Brooklyn Nets       | 54  | 54  | 34,9 | 50,6 | 40,2 | 92,2 | 4,8 | 6,0 | 1,4 | 0,7 | 26,9 |
| Carrière | Carrière            | 582 | 582 | 33,9 | 47,0 | 39,1 | 88,1 | 3,8 | 5,7 | 1,3 | 0,4 | 22,8 |
| All Star | All Star            | 7   | 5   | 26,3 | 58,7 | 43,9 | 75,0 | 6,0 | 9,1 | 1,0 | 0,1 | 18,4 |

### Play-offs
| Seizoen  | Team                | WG | WS | MPW  | 2P%  | 3P%  | FW%  | RPW | APW | SPW | BPW | PPW  |
| -------- | ------------------- | -- | -- | ---- | ---- | ---- | ---- | --- | --- | --- | --- | ---- |
| 2014/15  | Cleveland Cavaliers | 13 | 13 | 35,7 | 43,8 | 45,0 | 84,1 | 3,6 | 3,8 | 1,3 | 0,8 | 19,0 |
| 2015/16  | Cleveland Cavaliers | 21 | 21 | 36,9 | 47,5 | 44,0 | 87,5 | 3,0 | 4,7 | 1,7 | 0,6 | 25,2 |
| 2016/17  | Cleveland Cavaliers | 18 | 18 | 36,3 | 46,8 | 37,3 | 90,5 | 2,8 | 5,3 | 1,3 | 0,4 | 25,9 |
| 2018/19  | Boston Celtics      | 9  | 9  | 36,7 | 38,5 | 31,0 | 90,0 | 4,4 | 7,0 | 1,3 | 0,4 | 21,3 |
| 2020/21  | Brooklyn Nets       | 9  | 9  | 36,1 | 47,2 | 36,9 | 92,9 | 5,8 | 3,4 | 1,0 | 0,6 | 22,7 |
| Carrière | Carrière            | 70 | 70 | 36,4 | 45,5 | 39,3 | 88,3 | 3,6 | 4,8 | 1,4 | 0,6 | 23,4 |

4 Jimmy Butler · 
5 Kevin Durant · 
6 DeAndre Jordan · 
7 Kyle Lowry · 
8 Harrison Barnes · 
9 DeMar DeRozan · 
10 Kyrie Irving · 
11 Klay Thompson · 
12 DeMarcus Cousins · 
13 Paul George · 
14 Draymond Green · 
15 Carmelo Anthony · 
Coach Mike Krzyzewski
0 Love ·
1 J. Jones ·
2 Irving ·
4 Shumpert ·
5 Smith ·
8 Dellavedova
9 Frye
12 McRae
13 Thompson ·
14 Kaoen ·
20 Mozgov ·
23 James ·
24 Jefferson ·
30 D. Jones ·
52 Williams ·
Coach Lue
- International Standard Name Identifier: 0000 0004 0893 9848
- Library of Congress Control Number: no2013051431
- Virtual International Authority File: 302011187
- WorldCat: E39PBJtCFx4h93Rrm8fwQKJ4bd